# Stenomesius aphidicola
Stenomesius aphidicola is een vliesvleugelig insect uit de familie Eulophidae. De wetenschappelijke naam is voor het eerst geldig gepubliceerd in 1880 door Ashmead.